# Remo H. Largo
Remo H. Largo (1943 em Winterthur, Suíça — † 11 de Novembro de 2020 em Uetliburg, Cantão São Galo) foi um pediatra e escritor suíço.

## Biografia
Depois de ter estudado Medicina na Universidade de Zurique, na Suiça, e Pediatria do Desenvolvimento na Universidade da Califórnia, em Los Angeles, USA, Largo iniciou, em 1981, a sua carreira como pediatra. Desde 1978 dirigiu o departamento "Crescimento e Desenvolvimento" na Universitäts-Kinderklinik Zürich. De 1987 a 1993 dirigiu aqui a Policlínica. Largo editou vários trabalhos científicos, assim como livros especializados destinados ao público em geral, tornado-se um autor de verdadeiros bestsellers na comunidade de língua alemã.[carece de fontes?]
Em 1995, Largo publica o seu primeiro livro "Babyjahre" (Carlsen Verlag, Hamburg). Este primeiro livro, assim como o livro que se seguiu, em 1999, "Kinderjahre" (Piper Verlag, Munique/Zurique) tornaram-se bestsellers durante anos seguidos e foram traduzidos para diversas línguas.[carece de fontes?] Nos seus livros, Largo chama especialmente a atenção ao grau de exigência e de estimulação exagerado que as famílias e escolas impõem às crianças e afirma: "A relva não cresce mais rapidamente se a puxarmos." Com a sua obra, Largo pretende sensibilizar pais e educadores para a realidade incontornável do desenvolvimento biológico, para a variedade de comportamentos infantis e para aquilo que realmente pode ser influenciado pela educação.

## Livros publicados
- Largo, Remo H. (1995). Babyjahre. die frühkindliche Entwicklung aus biologischer Sicht ; das andere Erziehungsbuch (em alemão). Munique/Zurique: Piper Verlag
- Largo, Remo H. (1999). Kinderjahre. die Individualität des Kindes als erzieherische Herausforderung (em alemão). Munique/Zurique: Piper Verlag
- Largo, Remo H.; Czernin, Monika (2003). Glückliche Scheidungskinder. Trennungen und wie Kinder damit fertig werden (em alemão). Munique/Zurique: Piper Verlag
- Largo, Remo H. (2004). Entwicklungspädiatrie. wichtiges kinderärztliches Wissen über die ersten 6 Lebensjahre (em alemão). Munique: Marseille
- Largo, Remo H. (2004). Primeros años primeros pasos. el desarrollo del bebé desde el punto de vista biológico (em espanhol). Barcelona: Médici
- Largo, Remo H. (2005). Primi anni, primi passi. guida per genitori felici (em italiano). Milano: Manuali Fabbri
- Largo, Remo H. (2005). Hijos felices de padres separados. sobre la separación y cómo afecta a los niñosn (em espanhol). Barcelona: Médici
- Largo, Remo H.; Beglinger, Martin (2009). Schülerjahre. wie Kinder besser lernen (em alemão). Munique/Zurique: Piper Verlag
- Lernen geht anders. Bildung und Erziehung vom Kind her denken (em alemão). Hamburgo: Körber-Stiftung. 2010
- Largo, Remo H.; Czernin, Monika (2011). Jugendjahre. Kinder durch die Pubertät begleiten (em alemão). Munique/Zurique: Piper Verlag